# Irene Ángelo
Irene Ángelo, también mencionada como Eirene Angelina, Irene Ángela o Irene Ángel (y más tarde renombrada a María), (1180/1184 -27 de agosto de 1208) era hija del emperador bizantino Isaac II Ángelo y su primera esposa, tal vez, de nombre Herina y posiblemente miembro de la familia Tornikes.

## Biografía
En 1193 se casó con Roger III de Sicilia, que murió apenas unos meses después, el 24 de diciembre de 1193. Irene fue capturada en la invasión alemana de Sicilia el 29 de diciembre de 1194 y se casó el 25 de mayo de 1197 con Felipe de Suabia, von Hohenstaufen. En Alemania, fue renombrada como María.
Su padre, que había sido depuesto en 1195, la instó a obtener el apoyo de Felipe para su restablecimiento, su hermano, Alejo, posteriormente, pasó algún tiempo en la corte de Felipe durante los preparativos de la Cuarta Cruzada. Ella por lo tanto habría tenido una influencia temprana sobre el desvío final de la Cruzada a Constantinopla en 1204.
Tras el asesinato de su marido el 21 de junio de 1208, Irene -que estaba embarazada en ese momento- se retiró al castillo de Hohenstaufen, en la actual Italia. Allí, dos meses después, el 27 de agosto, dio a luz a su quinta hija (llamada Beatriz Póstuma), pero la madre y la niña murieron poco después o durante el parto. Fue enterrada en el mausoleo de la familia en el monasterio Lorch de Staufen, junto con su hija y sus hijos. Su tumba, ahora destruida, no puede ser reconstruida en la actualidad.
Fue descrita por Walther von der Vogelweide como «la rosa sin espinas, la paloma sin malicia».

## Descendencia
Felipe e Irene tuvieron cinco hijas y dos hijos:
- Beatriz de Suabia (1198 - 11 de agosto de 1212) casada con Otón IV, emperador del Sacro Imperio Romano Germánico, murió sin descendencia;
- Cunegunda de Suabia (1200 - 1248),[1] casada con el rey Wenceslao I, rey de Bohemia, con quien tuvo cinco hijos;
- María de Suabia (3 de abril de 1201 - 29 de marzo de 1235),[1] casada con Enrique II, duque de Brabante, con quien tuvo cinco hijos;
- Beatriz Isabel de Suabia (1203 - 1235), casada con Fernando III de Castilla,[1] llamado el Santo, con quien tuvo descendencia. Entre sus hijos figuraba Alfonso X El Sabio;[7][8][9]
- dos hijos, llamados Reinaldo y Federico, murieron en la infancia;
- Beatriz póstuma (20 de agosto de 1208 - 27 de agosto de 1208), falleció a la vez que su madre.